# Кузалан (околия Бафра)
Кузалан (на турски: Kuzalan) е село в околия Бафра, вилает Самсун, Турция. На около 200 метра надморска височина. Намира се на 83 км от град Самсун и на 33 км от град Бафра. Населението му през 2000 г. е 240 души. Населено е предимно с българи–мюсюлмани (помаци). Те са потомци на бежанци от Егейска Македония от 1924 г.